# Johann Heinrich Müslin
Johann Heinrich Müslin (* 9. Juli 1682 in Bern; † August 1757 ebenda) war ein Schweizer Pietist.

## Leben
Johann Heinrich Müslin war der Sohn von Samuel Müslin und dessen Ehefrau Anna (geb. Frymann) und damit ein Nachkomme des Reformators Wolfgang Musculus. Er erlernte den Beruf des Glasers, jedoch fehlen nähere Informationen zu seinem Werdegang. Er entwickelte sich zu einem bedeutenden separatistischen Pietisten. 1705 liess er sich in Schwarzenau in Hessen, das seinerzeit ein Asyl für religiöse Nonkormisten war, nieder, kehrte aber, vermutlich aus wirtschaftlichen Gründen, nach einiger Zeit wieder nach Bern zurück.
Selbst ein Stiller im Lande, lehnte er in handschriftlich zirkulierenden, nicht mehr erhaltenen Schriften die Inspirationsgemeinschaft und die Herrnhuter Brüdergemeine ab.
Er war mit Hieronymus Annoni, Gerhard Tersteegen, dessen Schriften er verbreitete, und Charles Hector de Marsay befreundet; er stand auch in Verbindung mit Abraham Kyburz, Nicolas Samuel de Treytorrens, Samuel König und Johann Friedrich von Fleischbein (1700–1774). 
Johann Heinrich Müslin blieb zeit seines Lebens unverheiratet.